# Perfect Days
Perfect Days è un film del 2023 diretto da Wim Wenders, tratto da una sceneggiatura scritta da Wenders stesso e Takuma Taksaki.

## Trama
Hirayama è un sessantenne giapponese che lavora come addetto alle pulizie dei bagni pubblici di Tokyo. La sua esistenza è scandita da una routine meticolosa e apparentemente semplice: si sveglia all'alba, cura le sue piante, prende un caffè dal distributore automatico davanti a casa sua e si dirige verso i suoi molteplici luoghi di lavoro. Con dedizione e cura infatti, pulisce i bagni pubblici dislocati nelle varie zone della città. Durante la pausa pranzo, si siede in un parco, legge libri tascabili usati e fotografa le fronde degli alberi con una vecchia macchina fotografica analogica. La sera, cena in un piccolo locale, visita una libreria di seconda mano e torna nel suo modesto appartamento, dove ascolta musica su audiocassette prima di dormire. Hirayama trova la bellezza nelle piccole cose: la luce che filtra tra gli alberi, la musica che ascolta, i libri che legge. La sua vita è piena di momenti di quieta contemplazione e apprezzamento per il mondo che lo circonda. Nel ripetersi del quotidiano, Hirayama ha una serie di incontri inaspettati che rivelano gradualmente qualcosa in più del suo passato e della sua interiorità. Dalla visita di sua nipote, all'arrivo della sorella che non vede da tempo. Dal collega Takashi che si licenzia, ad un avventore dei bagni pubblici che nasconde dei bigliettini per farglieli trovare. Attraverso tutti questi piccoli momenti, che fungono da stratagemma per ampliare l'universo narrativo in cui si muove Hirayama, il film lascia allo spettatore il compito di ricostruire il suo passato, lasciando aperte molte porte all'interpretazione.

## Produzione
Il film doveva inizialmente essere un documentario sulle toilette pubbliche parte del progetto The Tokyo Toilet ed era stato commissionato espressamente a Wim Wenders in virtù delle sue precedenti felici esperienze con il cinema giapponese. Lavorando al film, però, il regista ha preferito realizzarlo come un'opera narrativa, mostrando le varie toilette come set, nei quali si svolgono le vicende dei personaggi.

## Promozione
Il primo trailer del film è stato diffuso il 22 maggio 2023.

## Distribuzione
Il film è stato presentato in concorso al Festival di Cannes 2023 il 25 maggio.
In Italia è distribuito da Lucky Red a partire dal 4 gennaio 2024.

## Accoglienza

### Incassi
Il film ha incassato globalmente 25707302 $, di cui 5710040 € in Italia, con 850091 presenze.

### Critica
Sull'aggregatore Rotten Tomatoes ha una percentuale di gradimento del 96% basato su 183 recensioni, con un voto medio di 8,3 su 10. Su Metacritic ottiene un punteggio di 80 su 100 basato su 38 critiche.
La rivista Best Movie ha posizionato il film al quindicesimo posto delle migliore pellicole del 2023.
Su Vanity Fair, Andrea Zedda recensisce il film che «indaga sul valore della semplicità» premettendo come assolutamente da vedere. Il protagonista «riempie i propri vuoti con la lettura e si guarda bene dal prendere in mano uno smartphone, tutto ciò appare come una critica velata alla modernità, specie quando mostra gli effetti sulle altre persone, che appaiono sì al passo con i tempi ma tremendamente superficiali».
Su Cahiers du cinéma, Olivia Cooper-Hadijan nella scheda del film alla rubrica Cahiers critique parla della grazia con cui il protagonista Hirayama accetta lo stato delle cose dovuta al fatto che tutte le asperità sono state preventivamente cancellate, per cui, lontano dalla filosofia che pretende di insegnare, Wenders mette in scena due ore di disimpegno in un Giappone di fantasia dove coloro che sono controllati sarebbero maleducati a lamentarsi.

## Riconoscimenti
- 2024 – Premio Oscar[12]
  - Candidatura al miglior film in lingua straniera
- 2023 – Festival di Cannes[2][13]
  - Prix d'interprétation masculine a Kōji Yakusho
  - Premio della giuria ecumenica
  - In concorso per la Palma d'oro
- 2024 – Critics' Choice Awards[14]
  - Candidatura al miglior film straniero
- 2024 – Premio César[15]
  - Candidatura per il miglior film straniero